# 냉장고 속의 여인
냉장고 속의 여인(영어: Women in Refrigerators)줄여서 WIR은 여성주의 코믹스 팬 그룹이 1999년에 개설한 웹 사이트이다. 웹사이트의 이름은 슈퍼히어로 코믹북에서 여성 캐릭터가 부상이나 강간을 당하거나 살해당하나 무력화되는 일(이를 구어체 fridging으로 일컫는다.)의 비유로, "보호하는" 형질을 불러일으키면서 여성 캐릭터가 남성 캐릭터의 스토리 아크가 앞으로 나아가도록 하는 플롯 장치로 쓰이는 예를 목록화하고 이러한 플롯 장치가 여성 캐릭터에 불균형적으로 사용되는 이유를 분석하고자 하는 것을 목적이다.

## 역사

냉장고 속의 여인의 유래가 된 장면, 그린 랜턴 # 54

"냉장고 속의 여인"이라는 용어는 1999년 초 친구들과 코믹스에 대한 온라인 토론 중에 작가 게일 시몬이 만들었다. 이것은 론 말즈가 쓴 《그린 랜턴》 #54(1994)에서 주인공 히어로 카일 레이너가 집으로 돌아와 빌런 메이저포스에게 살해당하고 냉장고 속에 넣어진 여자 친구 알렉산드라 디윗을 빌견하는 사건이다. 시몬과 동료들은 "죽거나 불구가 되거나 무력화된" 여성 캐릭터 목록, 특히 여성 캐릭터를 완전한 하나의 캐릭터가 아니라 남성 캐릭터의 스토리를 진행시키기 위해 단순한 장치로 취급한 사례를 가능한 한 목록으로 만들었다. 이 목록은 유즈넷, 전자 게시판, 전자우편, 전자 메일링 리스트를 등 인터넷을 통해 배포되었다. 또한 시몬은 많은 만화책 제작자에게 직접 이메일을 보내 목록에 대한 답을 받으려 했다
이 목록은 특정 코믹스 팬 서클에서 악명이 높다. 일부 응답자들은 목록에서 다른 의미를 찾았지만, 시몬이 말한 요점은 항상 다음과 같았다. "여자들이 좋아하는 캐릭터 대부분을 없애면 여자들은 코믹스를 읽지 않을 거아. 그게 다야!"
저널리스트 보 야브루는 첫 사이트의 초기 디자인과 코딩을 제작했다. 기술 컨설턴트 존 바이 내용을 편집했다. 사서이자 코믹스 팬인 로버트 해리스는 팬 존 노리스와 함께 사이트 유지 관리와 업데이트를 도왔다. 목록을 온라인에 놓자는 아이디어는 원래 사이트 호스트이기도 했던 소프트웨어 개발자 제이슨 우가 제안했다.

## 같이 보기
- 레드셔츠 (스타 트렉)